# La Pasera
La Pasera è un comune (corregimiento) della Repubblica di Panama situato nel distretto di Guararé, provincia di Los Santos. Si estende su una superficie di 20,6 km² e conta una popolazione di 897 abitanti (censimento 2010).